# Hollener Moor
Das Hollener Moor ist ein Naturschutzgebiet in der niedersächsischen Gemeinde Saterland im Landkreis Cloppenburg.
Das Naturschutzgebiet mit dem Kennzeichen NSG WE 161 ist 60 Hektar groß. Es steht seit dem 3. August 1985 unter Naturschutz. Zuständige untere Naturschutzbehörde ist der Landkreis Cloppenburg.
Das Naturschutzgebiet liegt nordöstlich des Saterlander Ortsteils Scharrel in der Niederung zwischen Ems und Soeste. Es stellt einen kleinen Rest des ehemaligen Ostermoores unter Schutz, der zwar teilweise abgetorft, aber nicht kultiviert Hochmoores wurde. Im Schutzgebiet stocken teilweise Moorwälder. Ehemalige Torfstiche sind vielfach mit Wasser vollgelaufen. 
Das Schutzgebiet ist größtenteils von landwirtschaftlichen Nutzflächen umgeben. Im Westen grenzt es an kleine Waldparzellen.